# 朱潤身
朱潤身（1530年—？），字德光，應天府江寧縣匠籍直隸揚州府泰興縣人，明朝政治人物。

## 生平
嘉靖二十八年（1549年）己酉科應天鄉試第一百三名舉人，四十一年（1562年）中式壬戌科會試第一百二十四名，二甲第八名進士。歷官南京吏部郎中，隆慶元年（1567年）三月考察以浮躁淺露降調。

## 家族
曾祖朱達；祖父朱俯；父朱鐶，母賈氏。永感下。弟朱敬身。